# Luxembourg Open 2025
Die Luxembourg Open 2025 im Badminton fanden vom 1. bis zum 4. Mai 2025 in Luxemburg (Stadt) statt.

## Sieger und Platzierte
| Disziplin    | Gold                                         | Silber                          | Bronze                                |
| ------------ | -------------------------------------------- | ------------------------------- | ------------------------------------- |
| Herreneinzel | Yoo Tae-bin                                  | Liao Jhuo-fu                    | Prahdiska Bagas Shujiwo               |
| Herreneinzel | Yoo Tae-bin                                  | Liao Jhuo-fu                    | Daniil Dubovenko                      |
| Dameneinzel  | Mutiara Ayu Puspitasari                      | Ni Kadek Dhinda Amartya Pratiwi | Medhavi Nagar                         |
| Dameneinzel  | Mutiara Ayu Puspitasari                      | Ni Kadek Dhinda Amartya Pratiwi | Irina Amalie Andersen                 |
| Herrendoppel | Muh. Putra Erwiansyah Daniel Edgar Marvino   | Raymond Indra Nikolaus Joaquin  | Yuto Noda Shunya Ohta                 |
| Herrendoppel | Muh. Putra Erwiansyah Daniel Edgar Marvino   | Raymond Indra Nikolaus Joaquin  | Yoshifumi Fujisawa Mahiro Kaneko      |
| Damendoppel  | Isyana Syahira Meida Rinjani Kwinara Nastine | Lærke Hvid Anna Klausholm       | Téa Margueritte Flavie Vallet         |
| Damendoppel  | Isyana Syahira Meida Rinjani Kwinara Nastine | Lærke Hvid Anna Klausholm       | Chang Yun-jung Wang Li-hsuan          |
| Mixed        | Marvin Seidel Thuc Phuong Nguyen             | Kristoffer Kolding Mette Werge  | Aymeric Tores Lilou Schaffner         |
| Mixed        | Marvin Seidel Thuc Phuong Nguyen             | Kristoffer Kolding Mette Werge  | Raymond Indra Rinjani Kwinara Nastine |